# Souvenir de Mortefontaine
Souvenir de Mortefontaine est une huile sur toile de 1864 de l'artiste français Jean-Baptiste-Camille Corot. Généralement reconnu comme un de ses chefs-d'œuvre, il fait partie des œuvres les plus réussies de Corot, une des plus poétiques. Le tableau est conservé au musée du Louvre.

## Description
La peinture dépeint une scène idéalisée à partir du monde réel. Il s'agit d'une scène de profonde quiétude : une femme et des enfants s'amusent ensemble près d'un d'arbre, avec en arrière plan un lac. Souvenir de Mortefontaine est très proche de l'impressionnisme, avec le lac et le paysage représentés de façon vaporeuse, presque floue, et le jeu de lumière à l'intérieur de la scène. Les caractéristiques font penser aux détails flous des débuts de photographie de paysage ; Corot possède en effet une grande collection de ces photographies et a peut-être essayé de recréer l'effet dans sa peinture.

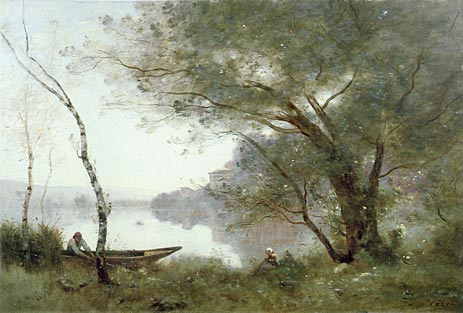
Le Batelier de Mortefontaine (1865-1870).

## Historique

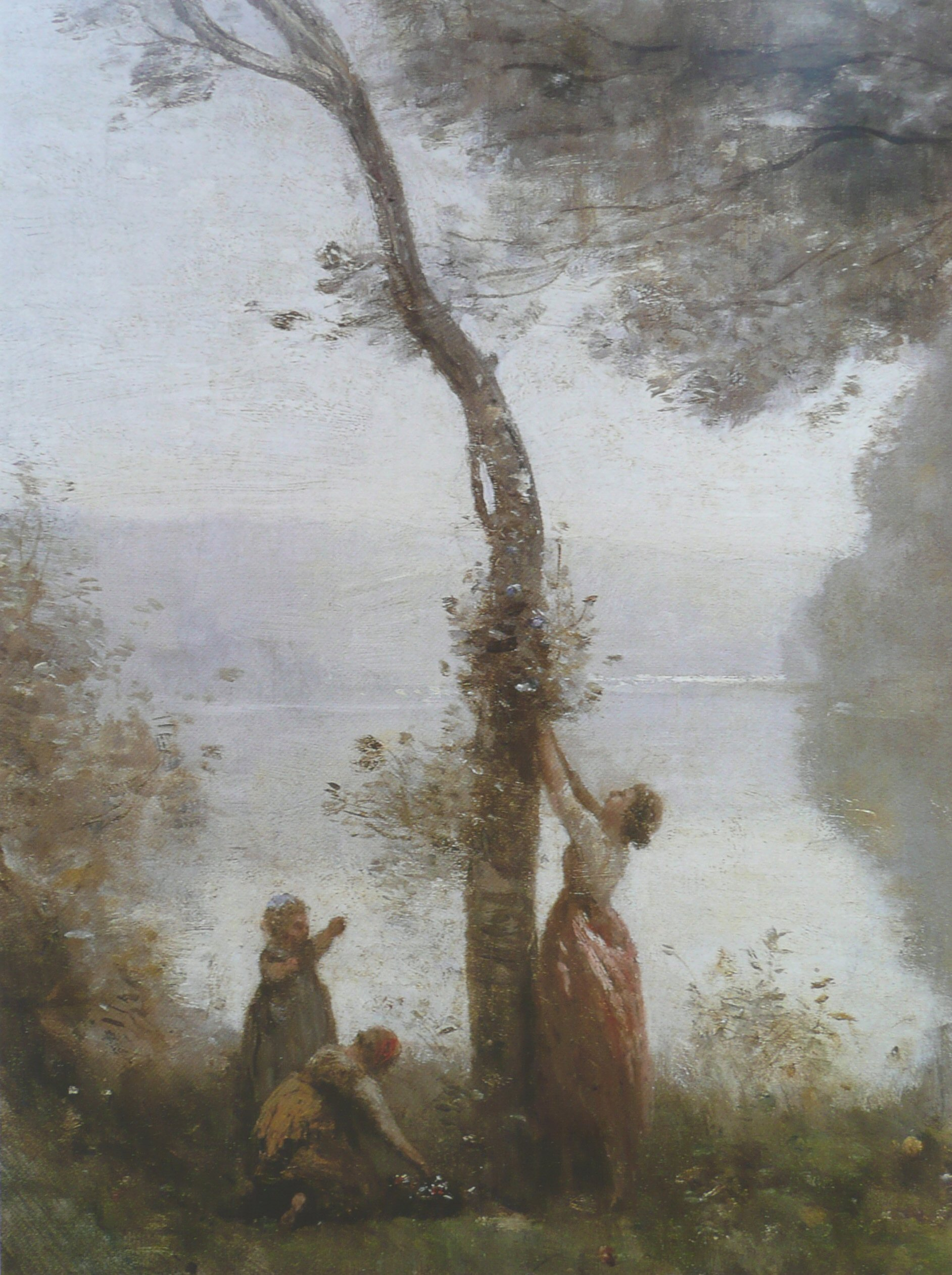
Souvenir de Mortefontaine (détail).

Mortefontaine est un petit village de l'Oise, au nord de la région parisienne. Corot fait de fréquentes visites à la région dans les années 1850, pour étudier les effets de lumière et les reflets sur l'eau. Avec Souvenir de Mortefontaine, Corot n'a pas reproduit une scène de vie, mais (comme le suggère le titre) des souvenirs de visites, et le jeu de la lumière sur les étangs dans le village. Corot a produit une deuxième peinture similaire, Le Batelier de Mortefontaine (1865-1870), qui montre le même lac et les arbres à partir du même point de vue. 
Souvenir de Mortefontaine est acheté en 1864 pour l'État français directement à Corot par Napoléon III, et après avoir été accroché à Fontainebleau pendant 25 ans, il est transféré au Louvre en 1889.
Le tableau fait partie des « 105 œuvres décisives de la peinture occidentale » constituant le musée imaginaire de Michel Butor.